# Eyasi
Il lago Eyasi, detto anche lago Njarasa, è un lago stagionale salato poco profondo endoreico ai piedi della Rift Valley, nel Serengeti in Africa, a sud del parco nazionale del Serengeti.
Il lago è allungato, ed orientato dal sud-ovest verso il nord-est.
Il principale affluente è il fiume Sibiti che entra da sud-ovest, il secondo è Baray dal nord-est, gli altri affluenti sono stagionali.
Nelle sue vicinanze sono stati trovati fossili di Homo njarasensis.